# Мельдал
Мельдал (норв. Meldal) — бывшая коммуна в губернии Сёр-Трёнделаг в Норвегии. Административный центр коммуны — город Мельдал. Официальный язык коммуны — нейтральный. Население коммуны на год составляло 3871 чел. Площадь коммуны Мельдал — 612,5 км², код-идентификатор — 1636.
1 января 2020 года коммуна упразднена, создана коммуна Оркланн.

## История населения коммуны
Население коммуны за последние 60 лет.